# Achaearanea cinnabarina
Achaearanea cinnabarina är en spindelart som beskrevs av Claude Lévi 1963. Achaearanea cinnabarina ingår i släktet Achaearanea och familjen klotspindlar. Inga underarter finns listade i Catalogue of Life.